# Scientific Linux
Scientific Linux (versão atual: SL 7.9, publicado em 20.10.2020) é uma distribuição Linux padronizado pelo Fermi National Accelerator Laboratory ou Fermilab (Illinois/USA). Ele é um sistema operacional livre e de código aberto baseado no Red Hat Enterprise Linux (RHEL) e pretende ser o mais próximo possível da distribuição de empreendimento comercial.

## História
O SL é derivado do Red Hat Enterprise Linux e do código-fonte do RHEL disponibilizado pela Red Hat Inc., mas não é produzido, mantido ou apoiado pela Red Hat. Ele é feito a partir do código-fonte de versões da Red Hat Enterprise Linux nos termos e condições da EULA da Red Hat Enterprise Linux e da GNU General Public License.
O Fermilab já usava uma distribuição Linux conhecida como Fermi Linux LTS 3.0.1, baseada no Red Hat Enterprise Linux. A CERN (Organização Europeia para a Pesquisa Nuclear) estava criando sua próxima versão do Cern Linux. Eles decidiram de colaborar em fazer uma versão de Linux juntos que seria baseado no RHEL, para ser binário-compatível com o RHEL e assim garantindo poder usar todo o software compatível com o RHEL. Connie Sieh foi o principal desenvolvedor e condutor por trás dos primeiros protótipos e do lancamento inicial. O primeiro lançamento oficial do Scientific Linux foi a versão 3.0.1, lançada em 10 de maio de 2004.
Scientific Linux agora é mantido por uma cooperativa de laboratórios de ciências e universidades. A Fermilab é o patrocinador principal. O outro patrocinador principal, agora ex-patrocinador, a CERN, está usando o CentOS Linux (deste 2015 – em 2014 o sistema foi testado e avaliado), personalizado para “CC7 – CERN CentOS 7”.

## Objetivos
O objetivo principal para o desenvolvimento do Scientific Linux foi disponibilizar uma distribuição de Linux para alguns laboratórios e universidades, que corresponde com as necessidades para experimentos físicos de alta energia e alta intensidade dessas instituições e que possibilitou a troca de aplicativos entre os laboratórios. O “Scientific” foi desenvolvido em cooperação dessas instituições (Fermilab, CERN, DESY, ETH Zürich), tornando desnecessário que cada participante desenvolve um sistema próprio o qual exige as altas demandas de um ambiente de computação científico, assim diminuindo o esforço de cada instituição.
Objetivos do atual patrocinador principal “Fermilab”:
- Fornecer um sistema operacional estável, escalável e extensível para computação científica.
- Apoiar a pesquisa científica fornecendo métodos e procedimentos para permitir a integração de aplicações científicas com o ambiente operacional.
- Usar a troca gratuita de ideias, design e implementações para preparar uma plataforma de computação para dar suporte à próxima geração de computação científica.

## Origem
O Scientific Linux é derivado do código-fonte do Red Hat Enterprise Linux (RHEL), que foi publicado livremente a primeira vez em 2003 pela Red Hat Inc. A compatibilidade com o Red Hat Linux garante que software escrito para o RHEL também pode ser usado no “Scientific”. Mas mesmo sendo chamado Scientific Linux o distro (distro = distribuição de Linux) não contém uma ampla coleção de programas científicos mas sim uma alta compatibilidade para a instalação destes programas.

## Uso
Desenvolvido para um propósito distinto e por poucas instituições o Scientific Linux está sendo usado por várias outras indústrias, organizações e usuários, também fora do ramo de experimentos físicos. Além dos laboratórios e universidades mencionados acima o SL está sendo ou já foi usado em experimentos feito em cada um dos 7 continentes e também na ISS (International Space Station - Estação Espacial Internacional). Características apreciadas são a estabilidade, o bom suporte e que é livre (open-source).

## Especificações
Scientific Linux é uma cópia do Red Hat Enterprise Linux. Com os componentes protegidos, como marcas registradas da Red Hat, removidas o SL se torna livremente disponível. Novas versões são publicadas, geralmente poucos meses depois de cada lançamento da Red Hat. Ele vem com uma ampla gama de software. Oferecendo Wi-Fi e Bluetooth out of the box (OOTB - pronto para o uso), e vem com codecs multimídia, compartilhamento Samba (software), bem como servidores e clientes, clientes de armazenamento, redes e ferramentas de administração do sistema. Ele também contém um conjunto de ferramentas para fazer versões personalizadas, permitindo assim que instituições e indivíduos possam criar a sua própria versão: Customize SL For Your Site.